# Mutatá

Localização de Mutatá, no departamento de Antioquia.

Mutatá é uma cidade e município da Colômbia, no departamento de Antioquia. Dista 270 quilômetro da capital Medellín e tem uma extensão de 1106 quilômetros quadrados. Sua população é formada por 15583 habitantes, segundo o censo de 2002.